# Wilhelm Zimmermann

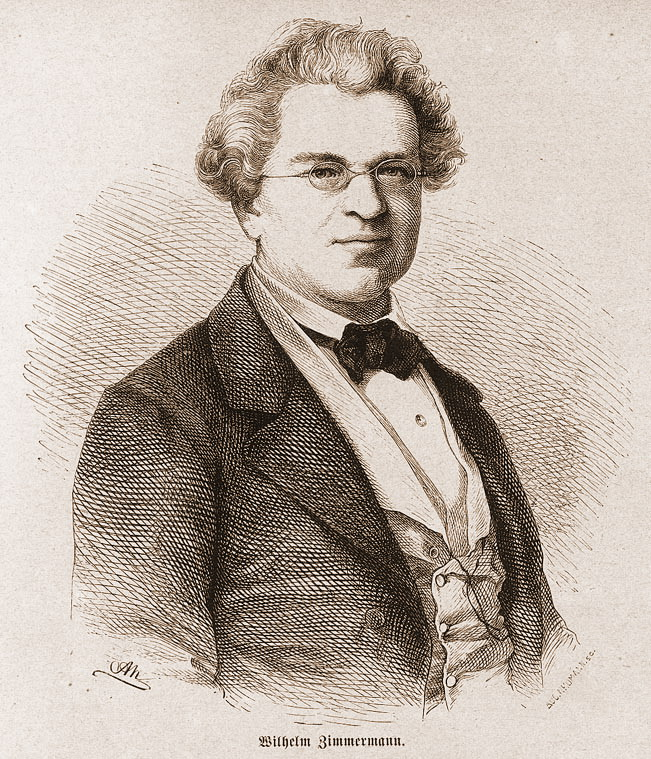
Wilhelm Zimmermann (1869)

Balthasar Friedrich Wilhelm Zimmermann, född 2 januari 1807 i Stuttgart, död 22 september 1878 i Mergentheim, var en tysk skald, historiker, litteraturvetare och politiker.
Zimmermann blev 1840 filosofie doktor och samma år diakon i Dettingen an der Erms  samt 1847 professor i historia och tyska litteraturen vid Polytechnikum i Stuttgart, men avsattes av regeringen (1851), sedan han som ledamot av Frankfurtparlamentet 1848-1849 uppträtt som en av de radikalaste vänstermännen och även tillhört det så kallade "rumpparlamentet" i Stuttgart. Han var 1851-1854 württembergsk lantdagsrepresentant, inträdde 1854 åter i det andliga ståndet och var därefter till sin död kyrkoherde. 
Zimmermann blev en av schwabiska skaldekretsens män genom sina Gedichte (1831; tredje upplagan 1854). Av hans populärhistoriska skrifter kan nämnas Die Befreiungskämpfe der deutschen gegen Napoleon (1836; tredje upplagan 1859) och Geschichte des großen Bauernkriegs (tre band, 1840-1844; tredje upplagan 1890-1891), som är hans mest betydande verk. Inom litteraturhistorien faller hans Geschichte der poetischen und prosaischen deutschen Nationalliteratur (1846; andra upplagan 1856).